# 郑家堡南泡
郑家堡南泡是一个位于中国吉林省白城市的淡水湖，面积约为1.57平方千米，属于东北平原。它的一级流域为黑龙江流域，二级流域为松花江水系。